# Microsoft Surface
Microsoft Surface er en tavlecomputer fra Microsoft. Surface vil komme i to versioner: "Surface" og "Surface Pro". "Surface" vil køre styresystemet Windows RT på en ARM CPU, og "Surface Pro" vil køre styresystemet Windows 8 Pro på en Intel CPU. Begge har en skærm på 10,6 tommer og billedformatet 16:9. Produktet blev præsenteret af Microsoft CEO Steve Ballmer i Los Angeles den 18. juni 2012 i Milk Studios.